# Stenotaenia tordylioides
Stenotaenia tordylioides är en flockblommig växtart som beskrevs av Pierre Edmond Boissier. Stenotaenia tordylioides ingår i släktet Stenotaenia och familjen flockblommiga växter. Inga underarter finns listade i Catalogue of Life.